# Geschiedenis mijner jeugd
Geschiedenis mijner jeugd was een Vlaamse dramaserie uit 1983 van de BRT gebaseerd op het gelijknamige werk van Hendrik Conscience.
De serie werd uitgezonden naar aanleiding van de honderdste verjaardag van het overlijden van Hendrik Conscience in 1883 en vertelt het leven van de auteur aan de hand van een aantal flashbacks naar zijn jeugd en zijn militaire diensttijd.

## Rolverdeling
- Ludo Busschots - Hendrik Conscience
- Machteld Ramoudt - Maria Peinen, zijn echtgenote
- Jo De Meyere - Pierre Conscience, zijn vader
- Emmy Leemans - Cornelia Balieu, zijn moeder
- Jeanine Schevernels - Anna Bogaert, zijn stiefmoeder
- Antoine Van der Auwera - Jean Balthazar, zijn broer
- Peter Rouffaer - Jan De Laet
- Denise De Weerdt - Mevrouw Van Geert
- Wim De Wulf - Karel Van Geert
- Jef Burm - Klontje Gif
- Maurits Goossens - Meneer Van Beek
- Marcel Cremer - Leopold I
- Herbert Flack - Gustaaf Wappers
- Dries Wieme - Meneer Delin
- Ugo Prinsen - Theodoor Van Rijswijck
- Alex Wilequet - Pieter Frans Van Kerckhoven
- Carry Goossens - Pieter Van Brussel
- Johan Van Der Bracht - Kapitein Fischaux
- Horst Mentzel - Kapitein Schmit
- Johan Van Lierde - onderluitenant Deguée
- Arnold Willems - Generaal Niellon
- Mieke Bouve - Betke
- Doris Van Caneghem - Karlien
- Walter Cornelis - Pier
- Paul Cammermans - Kapitein Turk
- Leslie De Gruyter - Sergeant majoor Petit
- Sjarel Branckaerts - Sergeant Pruis
- Piet Balfoort - Kolonel Lettardy
- Achiel Van Malderen - Politicus

## Afleveringen
| Afl. | Uitzenddatum     | Korte inhoud                                                                                               |
| ---- | ---------------- | --- |
| 1    | 28 november 1983 | 1840, Conscience krijgt een aanbod van Leopold I om een geschiedenis van België te schrijven.              |
| 2    | 5 december 1983  | 1830, in Brussel breekt de Belgische Opstand uit, de jonge Conscience neemt dienst in het Belgische leger. |
| 3    | 12 december 1983 | 1830, Conscience wordt ziek op wintercampagne en wordt opgevangen door een boerengezin.                    |
| 4    | 19 december 1983 | 1832, in het leger krijgt Conscience het aan de stok met de strenge kapitein Turk.                         |
| 5    | 26 december 1983 | 1833, tijdens zijn legerdienst besluit Conscience om dichter te worden.                                    |
| 6    | 2 januari 1984   | 1836, Conscience blijft koppig in het Nederlands schrijven en zoekt steun om zijn teksten uit te geven.    |
| 7    | 9 januari 1984   | 1880, Conscience wordt gehuldigd naar aanleiding van zijn honderdste boek.                                 |

## Heruitzendingen en dvd-uitgave
In april 1988 was de reeks opnieuw op de BRT te zien als een herwerkte driedelige mini-serie.
In 2013 werd de serie uitgebracht op dvd in de collectie VRT-Klassiekers met als titel Conscience - Geschiedenis mijner jeugd.
Naar aanleiding van het overlijden van acteur Ludo Busschots was de serie in december 2020 integraal online te bekijken op VRT NU.